# Hellmut Krug
Hellmut Krug (Gelsenkirchen, 19 maggio 1956) è un ex arbitro di calcio tedesco.

## Biografia
Debuttò nella Bundesliga tedesca all'età di 30 anni nel 1986, e nel 1991 venne promosso arbitro internazionale. In carriera è riuscito a dirigere in tutte le principali manifestazioni calcistiche, fatta eccezione per le Olimpiadi, conquistando un palmarès di tutto rispetto.
Dopo essere stato impiegato nei mondiali under 20 del 1993 in Australia, nel 1994 venne selezionato per il Campionato mondiale di calcio 1994, dove diresse due gare tra cui Italia-Norvegia, durante la quale espulse il portiere italiano Gianluca Pagliuca per fallo di mani fuori area su un giocatore lanciato a rete, costringendo il tecnico azzurro Arrigo Sacchi alla discussa sostituzione di Roberto Baggio per far posto al portiere di riserva Luca Marchegiani. Nel 1995 arbitrò la finale di Supercoppa europea tra Milan ed Arsenal, mentre nel 1996 venne designato per i campionati europei di calcio dove fu protagonista di due incontri: Romania-Francia e il quarto di finale Repubblica Ceca-Portogallo.
Nel 1998 diresse la finale della Coppa dei Campioni Juventus-Real Madrid, disputatasi ad Amsterdam, mentre nel 1999 fu l'arbitro della finale della Coppa Intercontinentale Manchester United-Palmeiras. Nel 2001 prese parte al torneo FIFA Confederations Cup in Corea del Sud e Giappone, concludendo poi la carriera internazionale per raggiunti limiti d'età, dirigendo l'incontro di Coppa dei Campioni Liverpool-Barcellona. Per ben quattro volte è eletto miglior arbitro di Germania (relativamente ai campionati 1993-1994, 1998-1999, 2001-2002 e 2002-2003) Nel luglio 2007, dopo i dissidi con il capo degli arbitri tedeschi Volker Roth, decise di dimettersi da ogni incarico manageriale ricoperto all'interno della Federazione calcistica tedesca.